# Андросфен Фасосский
Андросфен Фасосский (др.-греч. Ἀνδρόσθενης ο Θάσιος; IV век до н. э.) — мореплаватель-исследователь, один из навархов Александра Македонского.

## Биография
Андросфен родился в семье Каллистрата на Фасосе. Предположительно, отец Андросфена переехал с семьёй в Амфиполь и получил македонское гражданство.
Андросфен участвовал в походах Александра Македонского. Он упомянут в числе триерархов во время битвы битвы на Гидаспе 326 года до н. э. В 325—324 годах до н. э. Андросфен участвовал в морской экспедиции Неарха. По завершении плавания Александр, который планировал завоевание Аравийского полуострова, весной 324 года до н. э. отправил три триаконтеры из устья Тигра для исследования побережья Аравии. Одним из кораблей руководил Андросфен. Триаконтера Архия достигла острова Тила, Гиерона — полуострова Мусандам. Андросфен прошёл меньшее расстояние чем Гиерон, но большее чем Архий.
В отличие от Архия и Гиерона Андросфен после смерти Александра в 323 году до н. э. написал трактат «Παράπλους τῆς Ἰνδικῆς» («Плавание вдоль Индии») о своих путешествиях. Сведения из труда Андросфена использовал Эратосфен и Страбон при описании побережья Персидского залива, а также Афиней и Теофраст при описании флоры и фауны этих мест.
По мнению Ф. Шахермайра, Андросфен тщательно изучил остров Тила. Его отчёт и трактат о путешествии по Персидскому заливу, по мнению историка, были одними из наиболее ценных македонских странноведческих исследований. Благодаря Андросфену «наши представления о Тиле не менее ярки, чем сведения о современном Бахрейне».

### Исследования
- Бухарин М. Д. Политическая карта Южной Аравии в античной географической литературе и эпиграфике эллинистического времени // Вестник древней истории. — 2017. — Т. 77, № 4. — С. 870—886. — ISSN 0321-0391. — doi:10.7868/S0321039117040033.
- Дройзен И. Г. История эллинизма. История Александра Великого. — М.: Академический Проект, 2011. — 623 с. — (Технологии истории). — ISBN 978-5-8291-1304-9.
- Магидович И. П., Магидович В. И. Очерки по истории географических открытий. — 3-е изд. перераб. и доп.. — М.: Просвещение, 1982. — Т. I. Географические открытия народов Древнего мира и средневековья (до плаваний Колумба).
- Шахермайр Ф. Александр Македонский. — Ростов н/Д.: Феникс, 1997. — 576 с. — ISBN 5-85880-313-Х.
- Berger E[нем.]. Androsthenes 9 // Paulys Realencyclopädie der classischen Altertumswissenschaft :  [нем.] / Georg Wissowa. — Stuttgart : J. B. Metzler’sche Verlagsbuchhandlung, 1894. — Bd. I, 2. — Kol. 2172—2173.
- Heckel W. Who's Who in the Age of Alexander and his Successors. From Chaironea to Ipsos (338—301 BC) (англ.). — Barnsley: Greenhill Books, 2021. — 554 p. — ISBN 978-1-78438-648-1.